# Arnošt Brilej
Arnošt Brilej, slovenski pravnik, planinski organizator in pisec, * 15. februar 1891, Vrhnika, † 20. oktober 1953, Ljubljana.
Diplomiral je iz prava na praški univerzi. Po končanem študiju je v letih 1920−1947 delal na ljubljanski mestni občini. V prostem času se je posvetil planinarjenju po slovenskih Alpah in planinah Bosne in Hercegovine, Črne gore, Bolgarije, Grčije in Švice, organizacijskemu delu v Slovenski planinski organizaciji, bil v obdobju 1932-1945 tajnik Jugoslovanske planinske zveze,  planinski publicist ter glavni in odgovorni urednik Planinskega vestnika (1941-1951). Napisal je: Priročnik za planince (COBISS) in Priročnik za planince. Zbirka pravil, navodil in podatkov ter kratek vodnik po gorah Slovenije (Ljubljana, 1950), ki je zanimiv zlasti zaradi 31 grebenskih zemljevidov V. Mazija in 70 risb planinskih koč H. Drofenika. 